# Municipio de Madison (condado de Putnam)
El municipio de Madison (en inglés: Madison Township) es un municipio ubicado en el condado de Putnam en el estado estadounidense de Indiana. En el año 2010 tenía una población de 1028 habitantes y una densidad poblacional de 11,21 personas por km².

## Geografía
El municipio de Madison se encuentra ubicado en las coordenadas 39°39′17″N 86°57′54″O / 39.65472, -86.96500. Según la Oficina del Censo de los Estados Unidos, el municipio tiene una superficie total de 91.66 km², de la cual 91,37 km² corresponden a tierra firme y (0,32 %) 0,29 km² es agua.

## Demografía
Según el censo de 2010, había 1028 personas residiendo en el municipio de Madison. La densidad de población era de 11,21 hab./km². De los 1028 habitantes, el municipio de Madison estaba compuesto por el 97,67 % blancos, el 0,1 % eran afroamericanos, el 0,39 % eran amerindios, el 0,68 % eran asiáticos y el 1,17 % eran de una mezcla de razas. Del total de la población el 0,29 % eran hispanos o latinos de cualquier raza.